# Micranoplium
Micranoplium is een kevergeslacht uit de familie van de boktorren (Cerambycidae). De wetenschappelijke naam van het geslacht werd voor het eerst geldig gepubliceerd in 1957 door Linsley.

## Soorten
Micranoplium is monotypisch en omvat slechts de volgende soort:
- Micranoplium unicolor (Haldeman, 1847)